# Bernard Baudoux
Bernard Paul Arthur Baudoux (Soissons, 31 de mayo de 1928-Monségur, 11 de abril de 2024) fue un deportista francés que compitió en esgrima, especialista en la modalidad de florete.
Participó en los Juegos Olímpicos de Melbourne 1956, obteniendo una medalla de plata en la prueba por equipos. Ganó tres medallas en el Campeonato Mundial de Esgrima, en los años 1957 y 1958.

## Palmarés internacional
| Juegos Olímpicos   | Juegos Olímpicos            | Juegos Olímpicos  | Juegos Olímpicos    |
| Año                | Lugar                       | Medalla           | Prueba              |
| ------------------ | --------------------------- | ----------------- | ------------------- |
| 1956               | Melbourne (Australia)       | Medalla de plata  | Florete por equipos |
| Campeonato Mundial |                             |                   |                     |
| Año                | Lugar                       | Medalla           | Prueba              |
| 1957               | París (Francia)             | Medalla de plata  | Florete por equipos |
| 1958               | Filadelfia (Estados Unidos) | Medalla de oro    | Florete por equipos |
| 1958               | Filadelfia (Estados Unidos) | Medalla de bronce | Florete individual  |